# قضیب‌لیسی
قضیب‌لیسی، یا ساک‌زنی، کیرخوری (به انگلیسی: fellatio) نوعی آمیزش جنسی دهانی به شکل تحریک دهانی آلت مردی توسط شریک جنسی یا خود شخص (اتوفلاتیو) گفته می‌شود. این عمل شامل تحریک جنسی آلت توسط دهان، لب، زبان و حلق است. این عمل به‌منظور نزدیکی جنسی یا تحریک شهوانی به‌کار می‌رود. برای بسیاری از مردان، این عمل یک برانگیزانندهٔ جنسی است که توسط شریک جنسی به‌منظور شروع کردن عشق‌بازی، برانگیختگی جنسی و آمیزش جنسی به‌کار می‌رود.
از آنجا که گیرندهٔ این عمل جنسی مرد است، دهنده می‌تواند مرد یا زن باشد. وقتی گیرنده به زور آلت خود را در دهان دهنده وارد می‌کند، آن را ایروماسیون می‌نامند. سکس دهانی وقتی برای یک زن انجام شود به فرج‌لیسی (یا به زبان عامیانه، کس‌لیسی) معروف است.
در قوانین حقوقی بعضی کشورها، سکس دهانی نوعی دخول شمرده می‌شود؛ حال آن‌که بقیهٔ کشورها فاقد قوانین حقوقی لازم برای شناسایی و مجازات این عمل جنسی در موارد ناخواسته‌اند.

## چگونگی انجام

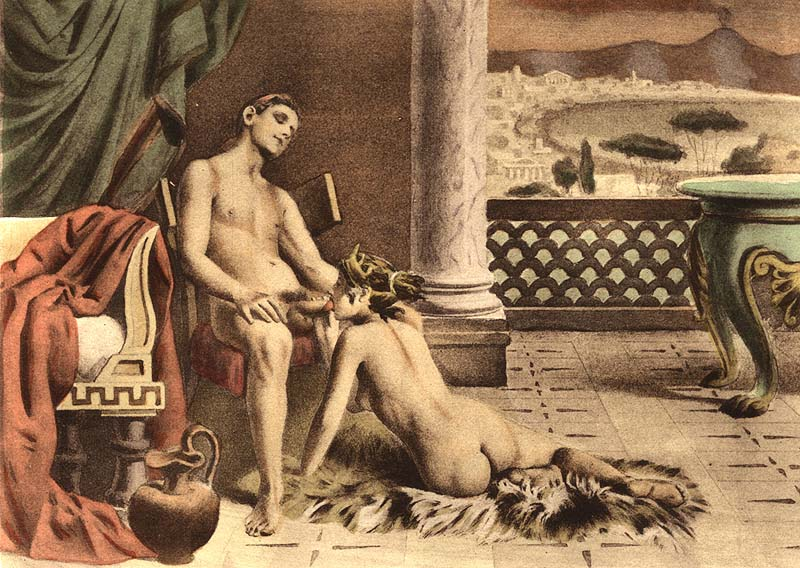
تصویری از ادوار-آنری آوریل (۱۸۴۹–۱۹۲۸) که قضیب‌لیسی را به تصویر می‌کشد

این عمل جنسی با فروبردن آلت تناسلی مرد در دهان شریک جنسی و عقب و جلو بردن سر انجام می‌شود. شخص دریافت‌کننده نباید سر طرف مقابل را گرفته یا آلت جنسی خود را در دهان او فروکند و شخص ارائه‌دهنده باید دندان‌های خود را با لب‌هایش بپوشاند. چرا که تماس دندان‌ها می‌تواند برای شخص دریافت‌کننده دردناک باشد. معمولا قضیب لیسی با انزال مرد و تخلیه منی در دهان شریک جنسی پایان می یابد. اگرچه بسیاری از افراد به خوردن منی تمایل دارند با این وجود انزال در دهان باید با توافق دو طرف انجام گیرد.

## مسائل بهداشتی

### بیماری‌های آمیزشی
عفونت کلامیدیا، ویروس پاپیلوم انسانی، سوزاک، ویروس هرپس سیمپلکس، هپاتیت و دیگر بیماری‌های آمیزشی می‌توانند توسط آمیزش جنسی دهانی منتقل شوند. هرگونه تبادل جنسی مایعات بدن با شخص مبتلا به اچ‌آی‌وی ریسک سرایت این بیماری را به دنبال دارد. اگرچه ریسک انتقال بیماری‌های آمیزی از راه آمیزش جنسی دهانی به‌طور چشمگیری از آمیزش واژنی و مقعدی کم‌تر است؛ و ریسک انتقال اچ‌آی‌وی از راه آمیزش جنسی دهانی در پایین‌ترین حالت خود قرار دارد.

### ویروس پاپیلوم انسانی و سرطان دهان
پیوندهایی میان آمیزش جنسی دهانی و سرطان دهان با اشخاص مبتلا به ویروس پاپیلوم انسانی گزارش شده‌است. یک پژوهش در سال ۲۰۰۵ میلادی مدعی شد که انجام آمیزش جنسی دهانی محافظت نشده برای فرد مبتلا به ویروس پاپیلوم انسانی ممکن است خطر ابتلا به سرطان دهان را افزایش دهد. این پژوهش دریافت که ۳۶ درصد بیماران سرطانی به ویروس پاپیلوم انسانی مبتلا هستند؛ در مقایسه با تنها ۱ درصد در گروه کنترل سالم.

### بارداری با خوردن منی
قضیب لیسی نمی‌تواند سبب بارداری شود زیرا اسپرم‌های بلعیده شده نمی‌توانند به رحم راه پیدا کنند. اسید معده و آنزیم‌های گوارشی درون لوله گوارش اسپرم را تجزیه کرده و می‌کشند.